# Mucuna killipiana
Mucuna killipiana là một loài thực vật có hoa trong họ Đậu. Loài này được Hern.Cam. & C.Barbosa miêu tả khoa học đầu tiên.